# Kansas City Chiefs
Kansas City Chiefs je profesionální klub amerického fotbalu, který sídlí v Kansas City ve státě Missouri. V současné době je členem West Division (Západní divize) American Football Conference (AFC, Americké fotbalové konference) National Football League (NFL, Národní fotbalové ligy). Klub založil v roce 1960 Lamar Hunt jako Dallas Texans v American Football League (AFL). V roce 1963 následuje stěhování do Kansas City a změna jména, od roku 1970 jsou Chiefs členy NFL. Mezi léty 1960-1969 byli Chiefs úspěšným klubem, vyhráli tři šampionáty (1962, 1966, 1969) a zaznamenali celkovou bilanci 92-50-5. Stali se také druhým týmem AFL po New York Jets, který zvítězil v Super Bowlu, když porazili Minnesotu Vikings. Časopis Forbes odhadl cenu klubu na necelou miliardu dolarů.

## Hráči

### Členové Síně slávy profesionálního fotbalu

#### Hráči
- 1983 - Bobby Bell
- 1986 - Willie Lanier
- 1987 - Len Dawson
- 1990 - Buck Buchanan
- 1991 - Jan Stenerud
- 1997 - Mike Webster
- 2000 - Joe Montana
- 2003 - Marcus Allen
- 2006 - Warren Moon
- 2008 - Emmitt Thomas
- 2009 - Derrick Thomas
- 2013 - Curley Culp
- 2008 - Emmitt Thomas
- 2009 - Derrick Thomas
- 2013 - Curley Culp
- 2015 – Will Shields
- 2017 – Morten Andersen
- 2019 – Tony Gonzalez
- 2019 – Ty Law
- 2019 – Johnny Robinson

#### Funkcionáři
- Lamar Hunt - zakladatel klubu a AFL
- Marv Levy - trenér
- Hank Stram - trenér
- Bill Polian - skaut
- Bobby Beathard - skaut a generální manažer

### Vyřazená čísla
- 3: Jan Stenerud
- 16: Len Dawson
- 18: Emmitt Thomas
- 28: Abner Haynes
- 33: Stone Johnson
- 36: Mack Lee Hill
- 58: Derrick Thomas
- 63: Willie Lanier
- 78: Bobby Bell
- 86: Buck Buchanan

### Draft
Hráči draftovaní v prvním kole za posledních deset sezón:
| Rok  | Pořadí | Jméno hráče        | Pozice           | Univerzita                  |
| 2010 | 5      | Eric Berry         | Safety           | University of Tennessee     |
| 2011 | 26     | Jonathan Baldwin   | Wide receiver    | University of Pittsburgh    |
| 2012 | 11     | Dontari Poe        | Defensive tackle | University of Memphis       |
| 2013 | 1      | Eric Fisher        | Offensive tackle | Central Michigan University |
| 2014 | 23     | Dee Ford           | Defensive end    | Auburn University           |
| 2015 | 18     | Marcus Peters      | Cornerback       | University of Washington    |
| 2016 |        | nikdo              |                  |                             |
| 2017 | 10     | Patrick Mahomes II | Quarterback      | Texas Tech University       |
| 2018 |        | nikdo              |                  |                             |
| 2019 |        | nikdo              |                  |                             |